# Drifting Dragons
Kuutei Dragons (яп. 空挺ドラゴンズ Ку:тэй Дорагондзу, Небесные драконы) — манга Таку Кувабарой. Издаётся с июня 2016 года в сэйнэн-журнале Good! Afternoon издательства Kodansha, в цифровом виде публикуется на английском языке в журнале Kodansha Comics компанией Kodansha USA. Премьера анимационного телесериала от Polygon Pictures состоялась в январе 2020 года.

## Сюжет
История рассказывает о команде дирижабля, охотящейся на драконов.
В мире, где драконы господствуют в небесах, они представляют для людей одновременно опасность и ценность как источник лекарств, топлива и пищи.
Команда дирижабля «Куин Заза» занимается охотой на драконов, путешествуя по небу в поисках этих существ.
Каждый успешный улов приносит им богатство и пропитание, но неудача может стоить жизни.
История повествует о приключениях экипажа «Куин Заза» в их опасных и увлекательных странствиях.

## Персонажи
| Персонажи | Японский Дубляж  |
| --------- | ---------------- |
| Такита    | Сора Амамия      |
| Мика      | Томоаки Маэно    |
| Дзиро     | Сома Сайто       |
| Гиббс     | Дзюнъити Сувабэ  |
| Крокко    | Томокадзу Сэки   |
| Нико      | Такахиро Сакураи |
| Бэрко     | Косукэ Ториуми   |
| Капэлла   | Риэ Кугимия      |
| Гага      | Кентаро Кумагай  |
| Фэй       | Макото Фурукава  |
| Бадакин   | Такаси Мацуяма   |
| Окэн      | Сюнсукэ Такэути  |
| Сороя     | Юто Уэмура       |
| Мэйна     | Тинацу Акасаки   |
| Хиро      | Дзюнья Эноки     |
| Ёси       | Иноуэ Кадзухико  |
| Ли        | Хироо Сасаки     |

## Медия

### Манга
Издаётся в сэйнэн-журнале Good! Afternoon издательства Kodansha с 2016 года. Также манга публикуется в цифровом виде на английском языке компанией Kodansha USA в журнале Kodansha Comics.
| №                      | Дата публикации | ISBN                   |
| ---------------------- | --------------- | ---------------------- |
| 1                      | 7 ноября 2016   | ISBN 978-4-06-388204-9 |
| 2                      | 1 мая 2017      | ISBN 978-4-06-388255-1 |
| 3                      | 7 ноября 2017   | ISBN 978-4-06-510319-7 |
| 4                      | 7 мая 2018      | ISBN 978-4-06-511461-2 |
| 4 (Специальный выпуск) | 7 мая 2018      | ISBN 978-4-06-512047-7 |
| 5                      | 7 ноября 2018   | ISBN 978-4-06-513454-2 |
| 6                      | 7 мая 2019      | ISBN 978-4-06-515530-1 |
| 7                      | 7 ноября 2019   | ISBN 978-4-06-517587-3 |

### Аниме
15 марта 2019 года издательство Kodansha объявило об аниме-адаптации манги "Небесные Драконы" Таку Кувабара. Производством занялась студия Polygon Pictures. Режиссёром проекта выступил Тадахиро Ёсихира, сценаристом — Макото Уэцу, звукорежиссёром — Ёсикадзу Иванами. Премьера состоялась в январе 2020 года на телеканале Fuji TV, в блоке Ultra+.

## Примечание
1. 1 2 3 4 5 6 7 8 9 10 11 12 13 14 15 16 17 18  Drifting Dragons TV Anime Reveals Teaser Video, 18 Cast Members. Anime News Network (9 октября 2019). Дата обращения: 9 октября 2019. Архивировано 20 июня 2020 года.
2. ↑  Staff&Cast (неопр.). Дата обращения: 10 октября 2019. Архивировано 15 августа 2020 года.
3. ↑  Taku Kuwabara's Drifting Dragons Manga Gets Anime in January 2020 by Polygon Pictures. Anime News Network (14 марта 2019). Дата обращения: 15 марта 2019. Архивировано 31 марта 2019 года.